# Arsélio Pato de Carvalho
Arsélio Pato de Carvalho GOIH (Mamarrosa, Oliveira do Bairro, 1 de agosto de 1934) é um bioquímico português, presidente honorário do Centro de Neurociências e Biologia Celular de Coimbra, laboratório associado. Licenciou-se em bioquímica em 1958 pela Universidade de Berkeley, nos Estados Unidos. Fez também o seu doutoramento em fisiologia celular pela mesma universidade, completando-o em 1963. Tem mais de 200 artigos científicos publicados, principalmente sobre fisiologia celular e neurobiologia.
De 1963 a 1973 foi investigador no Institute of Muscle Disease, de Nova Iorque, primeiro como Research Associate e mais tarde como Associate Member.
Entre 1964 e 1970 foi também lecturer (professor assistente) no Departamento de Biologia da Universidade de Columbia.
Em 1970, voltou a Portugal, tendo sido nomeado professor e director do Departamento de Zoologia da Universidade de Coimbra.
Em 1989, fundou o Centro de Neurociências e Biologia Celular de Coimbra, na Universidade de Coimbra.
É professor catedrático na Universidade de Coimbra. É membro da Academia das Ciências de Lisboa desde 1992, tornando-se efectivo em 2005.
Foi também reitor da Universidade de Coimbra de 2002 a 2003.
Em 2003, a revista Neurochemical Research publicou uma edição especial dedicada a si, pelas suas "...contribuições significativas para a investigação na área da Neurociência, particularmente no papel do cálcio intracelular como regulador da neurosecreção, e pelo seu empenho no desenvolvimento da Neurociência em Portugal".
A 10 de Junho de 2007, foi feito Grande-Oficial da Ordem do Infante D. Henrique.

## Outros cargos
- Membro do conselho Consultivo do Serviço de Ciência da

Fundação Calouste Gulbenkian, Lisboa (1980-2006)
- Conselheiros de Serviço de Educação da Fundação Calouste Gulbenkian,

Lisboa (2006-presente)
- Membros de Conselhos Científicos da Saúde da

Fundação para Ciência e Tecnologia, Lisboa (2002-2008)
- Membro do Conselho Consultivo para Curso de Medicina

da Escola de Saúde, Universidade do Minho(2002-2009)
- Membro do Conselho Consultivo da COTEC (2002-2009)
- Membro do Conselho Nacional de Educação(2005)

## Academias
- Membro de Academia de Ciência Europeia
- Membro efectivo da Academia de Ciência de Lisboa
- Membro de Academia de Ciência de Nova Iorque

## Sociedades científicas a que pertence
- Sociedade Portuguesa de Bioquímica
- Sociedade Portuguesa de Neurociências
- "International Society for Neurochemistry
- "American Society for Neuroscience
- "Society for General Physiology"
- "European Forum for Neuroscience"

## Publicações
Publicou mais de 200 trabalhos científicos originais nas principais revistas
internacionais da especialidade,nas áreas da Bioquímica, da Biologia Celular
das Neurosciência e  da Biomedicina. É o co-autor de um livro pedagógico sobre
Biologia e de muitos capítulos em livros científicos